# Pita Taufatofua
Pita Taufatofua (Brisbane, 5 novembre 1983) è un taekwondoka e fondista tongano.
È noto soprattutto per le sue apparizioni a petto nudo nelle cerimonie di apertura delle olimpiadi di Rio de Janeiro 2016,  Pyeongchang 2018 e Tokyo 2020, nelle quali è stato portabandiera di Tonga.

## Carriera
Taufatofua iniziò a praticare taekwondo all'età di cinque anni. Nelle qualificazioni oceaniche per le olimpiadi di Rio de Janeiro 2016 tenutesi a febbraio a Port Moresby in Papua Nuova Guinea, vinse la semifinale 4-3 e poi la finale contro un avversario al numero 15 del ranking mondiale qualificandosi così alle Olimpiadi. Taufatofua aveva tentato senza successo la qualificazione anche nelle due Olimpiadi precedenti. È stato il primo atleta di Tonga a competere in un'Olimpiade nel taekwondo.
Taufatofua fu quindi portabandiera di Tonga  nella cerimonia di apertura del 5 agosto. Durante la parata, si presentò a petto nudo indossando soltanto una taʻovala (un tipico indumento tongano simile a un gonnellino), con il corpo cosparso di olio. Questa sua apparizione gli fece guadagnare una notevole fama e le sue foto durante la cerimonia apparvero sui giornali di tutto il mondo e divennero virali.
Durante il torneo di taekwondo, Taufatofua fu eliminato al primo turno dall'iraniano Sajjad Mardani con il punteggio di 16-1. Taufatofua partecipò anche alla cerimonia di chiusura con lo stesso costume.
Nel dicembre 2016 annunciò in un video di voler cominciare a competere nello sci di fondo. Nel gennaio 2018, il Wall Street Journal riportò che Taufatofua aveva raggiunto la maggior parte dei requisiti per la qualificazione alle Olimpiadi di Pyeongchang 2018 e necessitava solo di una gara in cui raggiungere il risultato cronometrico minimo. Durante il mese di gennaio, l'atleta documentò su Instagram il suo viaggio attraverso l'Europa per partecipare al maggior numero possibile di gare nella speranza di raggiungere il risultato minimo in tempo per le Olimpiadi. Dopo sette tentativi falliti, Taufatofua riuscì a ottenere il risultato minimo nell'ultima gara utile a Ísafjörður, in Islanda il 20 gennaio. Taufatofua divenne quindi il secondo tongano a competere in un'olimpiade invernale dopo lo slittinista Bruno Banani. Essendo l'unico atleta tongano partecipante, fu nuovamente portabandiera nella cerimonia di apertura e nonostante la bassissima temperatura, si presentò nuovamente a petto nudo con lo stesso costume di Rio de Janeiro. Si è classificato 114º su 119 atleti nella 15 km.